# Sitio de Barcelona (1705)
El sitio de Barcelona fue uno de los episodios de la guerra de sucesión española, en la que los aliados tomaron la ciudad de Barcelona en 1705.

## Antecedentes
El 27 de mayo de 1704 se produjo un primer intento de desembarco aliado en Barcelona, al mando del almirante inglés Rooke, que llevaba a Jorge de Darmstadt como una mera figura decorativa, al haber sido durante tres años virrey de Cataluña con Carlos II, por lo que creían los barceloneses los apoyarían.[cita requerida] Rooke estaba al frente de 20 barcos ingleses y 18 neerlandeses, pero la prevista sublevación austracista de la ciudad condal no se produjo, a pesar del intenso bombardeo de la ciudad, con múltiples destrozos y el desembarco de alrededor de 2.000 soldados, que tuvieron que volver y la flota angloholandesa abandonó las aguas de Barcelona el 31 de mayo. En su viaje de vuelta a Lisboa la flota conquistó Gibraltar. 
Una año después, el 20 de junio de 1705, se firmaba el pacto de Génova. Se trataba de una alianza política y militar entre Inglaterra y un grupo de propietarios y nobles catalanes austracistas (denominados vigatans) en representación del Principado de Cataluña. Pero resulta que el común (ayuntamiento o conjunto de vecinos en términos modernos) de Manlleu quería hacer un molino, ya que los molinos de la zona (dos) estaban en Vich, y además eran propiedad de un cacique llamado Carles Regàs. El virrey Velasco autorizó a Manlleu a fabricar su molino, pero los vitigans (es el gentilicio de los de Vich) respondieron asaltando Manlleu y destrozando el molino.[cita requerida] Ante el peligro de represalias por Velasco, nombraron una comisión para entrevistarse con un comerciante y agente (o espía) de Inglaterra en Cataluña llamado Mitford Crowe, qué, sin embargo, no había sido nombrado por el Parlamento británico,  sino directamente por el entorno de la reina Ana, lo que luego sirvió al Parlamento para declarar que nada tenía que ver con los actos de Crowe.[cita requerida]  De la misma forma los "vigatans" no tenían ninguna representación autorizada por la Generalidad o las Cortes Catalanas, por lo que su legimitidad era nula.[cita requerida] Según los términos del acuerdo, Inglaterra desembarcaría tropas militares en Cataluña, que unidas a las fuerzas catalanas lucharían en favor del pretendiente al trono español Carlos de Austria contra los ejércitos de Felipe V, comprometiéndose asimismo a mantener las leyes e instituciones propias catalanas.
Los vigatans cumplieron su parte del pacto y desde la Plana de Vich, que ya controlaban desde la primavera, fueron extendiendo la rebelión en favor del Archiduque por las comarcas vecinas del interior del Principado. Lo mismo hizo la familia Nebot de Riudoms desde el Campo de Tarragona, así como Antoni Desvalls, Marqués de Poal, desde las comarcas de Lérida, y Joan Esteve y el doctor Francesc Carreu, desde Seo de Urgel. Los sublevados iban vestidos con distintivos imperiales y a principios de octubre de 1705 se habían adueñado prácticamente de todo el Principado, excepto de Barcelona donde seguía dominando la situación el virrey felipista Francisco Antonio Fernández de Velasco y Tovar.
Por su parte el archiduque Carlos, en cumplimiento de lo acordado en Génova, embarcó en Lisboa rumbo a Cataluña. La flota aliada estaba compuesta por 180 barcos, 9.000 soldados ingleses, neerlandeses y austríacos y 800 caballos bajo las órdenes del conde de Peterborough, el neerlandés Shrattenbach y Jorge de Darmstadt. Cuando llegó a la altura de Alicante intentó tomarla y la ciudad fue bombardeada el 3 de agosto. El 17 de agosto se detenía en Altea donde el archiduque fue proclamado Rey, extendiéndose la revuelta austracista valenciana de los maulets liderada por Juan Bautista Basset y Ramos.
La flota llegó a Barcelona el 22 de agosto de 1705 cuando estaba en pleno apogeo la revuelta austracista. Pocos días después desembarcaban unos 17.000 soldados aliados y comenzó el sitio de Barcelona, al que se sumaron los vigatans, que por otro lado tomaron represalias contra felipistas que vivían fuera de la ciudad y contra casas de jesuitas, que apoyaban a Felipe V. El ataque a Barcelona se inició con la batalla de Montjuic, en la que perdió la vida el príncipe de Darmstadt. Comenzó un bombardeo intensísimo, aún mayor que el de 1704, en el que perdió la vida el presidente de la Generalidad, Francesc de Valls. Modernamente se ha argumentado que Rafael de Casanova participó en la muerte de Valls, que resultó herido de gravedad y luego fue asesinado.[cita requerida]

## El asedio
Nada más capturar el castillo de Montjuic, los aliados comienzan el 15 de septiembre el bombardeo de la ciudad desde allí. El virrey felipista Velasco forma a la milicia armada de los gremios de la ciudad, la Coronela, mientras la población vacila. De hecho tras la capitulación se calcula que una tercera parte de la población (unos 6.000 habitantes de 20.000 de la ciudad), la abandonaron.[cita requerida]
Barcelona, rodeada de las tropas aliadas capituló el 9 de octubre, a causa también de la revuelta popular iniciada en el barrio de la Ribera ante el temor de que el virrey Francisco Antonio Fernández de Velasco y Tovar se llevara a los prisioneros acusados de conspiración. Cuando entraron las tropas de Peterborough hubo vivas a la patria y a la libertad y a Carlos III. Gracias a la intervención del Consejo de Ciento el virrey Velasco y algunos felipistas destacados lograron salvar la vida. Cuando el Archiduque Carlos, Carlos III, entró en Barcelona el 22 de octubre se le hizo entrega de las capitulaciones de la rendición en las que se insistía en que fueran respetadas las Constituciones catalanas y las disposiciones de las últimas Cortes catalanas reunidas por Felipe V en 1701-1702, en clara referencia a lo acordado en el Pacto de Génova.
Carlos III el Archiduque el 7 de noviembre de 1705 jura las constituciones catalanas y a continuación convoca las Cortes.

## Consecuencias
La ofensiva aliada para ocupar España continúa y Valencia no cae en manos aliadas hasta finales de diciembre y el castillo de Alicante aguanta hasta 1706.